# Mike Hunter
Mike Hunter (Greenville, 14 settembre 1959 – Los Angeles, 8 febbraio 2006) è stato un pugile statunitense, vincitore del titolo NABF dei pesi massimi.

## Carriera
Conosciuto come The Bounty Hunter (cacciatore di taglie), Mike Hunter era un peso massimo stravagante e pittoresco dei primi anni ‘90, noto per il suo particolare stile, abilità pugilistica e buona difesa.
La carriera di Hunter ha inizio in Maryland, dopo aver scontato 7 anni di carcere per rapina a mano armata. 
La bravura di Hunter attirò l'attenzione dell'attore James Caan, che divenne il suo manager per tre anni, dopodiché cedette il suo contratto a Bill Slayton. Hunter entrò nelle classifiche professionisti nel 1990, sconfiggendo noti pugili come Dwight Qawi, Pinklon Thomas, Tyrell Biggs, Oliver McCall, Jimmy Thunder, and Alexander Zolkin. Durante questa serie di vittorie egli perse contro François Botha, con una criticata decisione ai punti, sebbene al primo round lo abbia atterrato.
Nella metà degli anni ‘90 problemi di droga iniziarono ad affliggere il pugile, evidenziati dopo la vittoria contro Buster Mathis Jr., che venne cambiata in no-contest dopo un controllo antidoping positivo.
Nel seguito della sua carriera Hunter perse quattro combattimenti contro pugili poco noti, prima di ritirarsi dopo un incontro contro il danese Brian Nielsen, per il titolo IBC dei pesi massimi, nel quale si ritirò per una ferita al braccio. Dopo egli non ha più combattuto.
È morto l'8 febbraio 2006 in un hotel di Los Angeles, dopo uno scontro a fuoco con la polizia, in circostanze poco chiare.

## Fonti
- The Knockout Shot, su laweekly.com.